# Anna Xiulan Zeeck

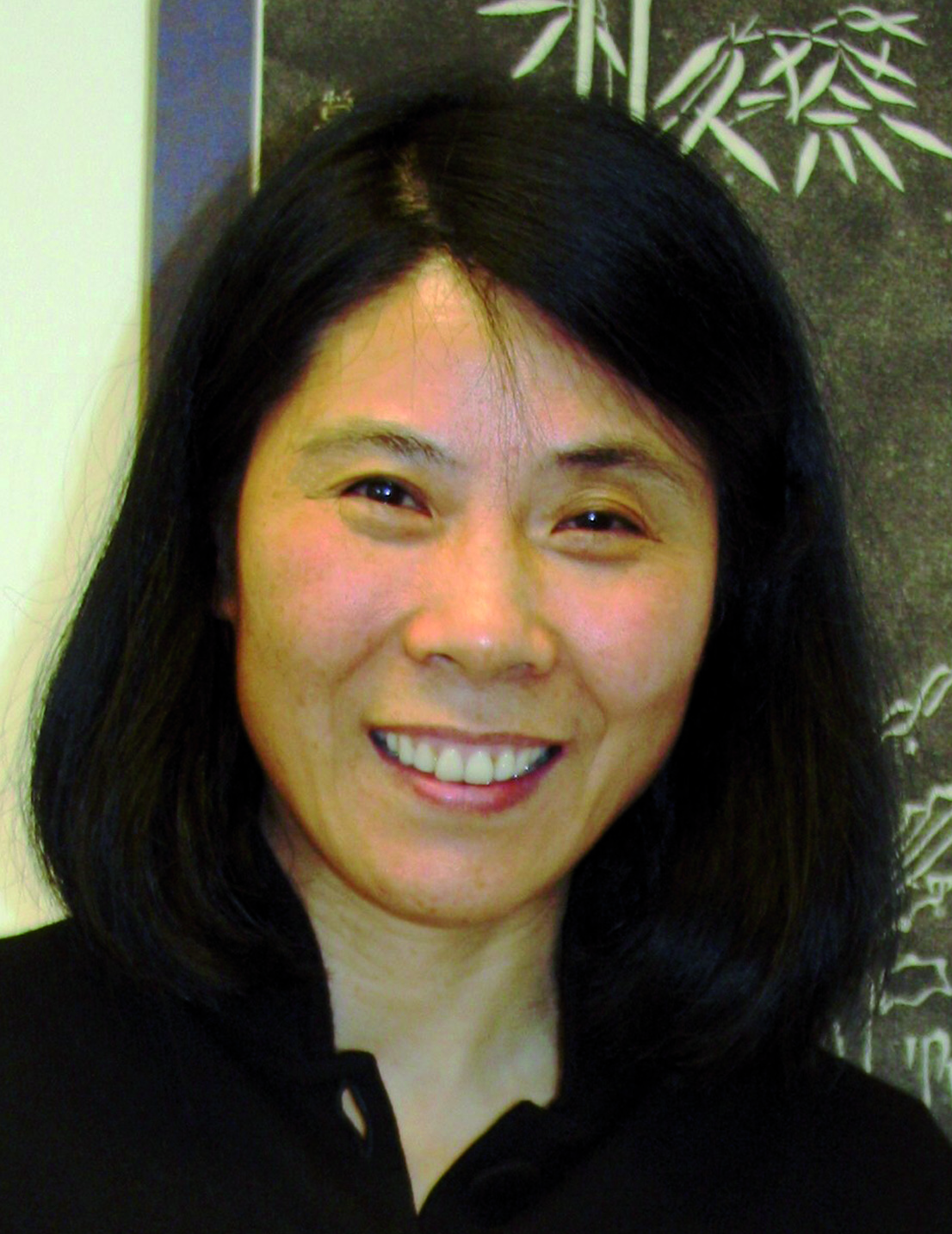
Anna Xiulan Zeeck (2014)

Anna Xiulan Zeeck (* 22. Mai 1956 in Nanyang, Volksrepublik China) ist eine aus China stammende deutsche Schriftstellerin, Übersetzerin und Verlegerin. Während ihre zauberhaft illustrierten Abenteuergeschichten Begegnungen mit der alten chinesischen Kultur ermöglichen, stehen Einblicke in das Leben heutiger chinesischer Jugendlicher im Mittelpunkt ihrer Romane. Ihre wichtigste Übersetzung bezieht sich auf eine Sammlung von alten Schriften, die vor tausenden von Jahren entstanden sind.

## Leben
Anna Xiulan Zeeck erlebte in ihrer frühen Jugend die Zeit der Kulturrevolution (1966–1976). Nach dem Abschluss ihrer Schulausbildung ging sie aufs Land, wie fast alle damaligen Schulabsolventen. Sie arbeitete dort zwei Jahre, absolvierte anschließend eine Pädagogikausbildung und war als Lehrerin tätig. Als am Ende der Kulturrevolution die Universitäten den normalen Lehrbetrieb wieder aufnahmen, gehörte sie zu den Millionen von Jugendlichen, die sich um die Aufnahme bewarben und an der zentralen Zulassungsprüfung teilnahmen. Sie gehörte zu den 5 % der Bewerber, welche die Prüfung bestanden, studierte an der renommierten Henan-Universität Anglistik und schloss mit dem Bachelor-Examen ab. Danach war sie als Abteilungsleiterin in einer staatlichen Institution tätig.
Mit Beginn der chinesischen Öffnungspolitik kam sie 1987 nach Deutschland und setzte an der Carl von Ossietzky Universität Oldenburg ihr Studium fort, legte das Magister-Examen ab und wurde promoviert.
Sie heiratete den emeritierten Hochschullehrer Erich Zeeck, ist seit 2021 verwitwet und lebt in Oldenburg. Ihre Tochter ist Ärztin in Hannover.

## Wirken
Schwerpunkt der schriftstellerischer Tätigkeit sind Bücher, die Bezug auf China haben. Ihre künstlerisch illustrierten Kinderbücher mit spannenden Abenteuergeschichten einerseits gewähren den Lesern einen lebendigen Einblick in die traditionelle chinesische Kultur. Ihre Romane andererseits erzählen sensibel von Jugendlichen aus Wanderarbeiterfamilien, die ihr Leben in fremden Städten oder auf dem Lande fern von den Eltern meistern müssen, sowie von Jugendlichen in den städtischen modernen „Superschulen“, die im Spannungsfeld zwischen Chancengleichheit und erbittertem Konkurrenzkampf stehen.
Ihre Übersetzung betrifft eine der wichtigsten klassischen Schriften Chinas, deren Weisheiten auch heute, nach tausenden von Jahren, noch wichtig und anwendbar sind.

### Werke (Auswahl)
- Anna Xiulan Zeeck:     Jener Sommer, Desina Verlag, Oldenburg 2017, ISBN 978-3-940307-31-6.[3]
- Anna Xiulan Zeeck: Das Mädchen am Rande der Stadt, Desina Verlag, 5. Auflage, 2014, ISBN 978-3-940307-21-7.[4][5][6]
- Anna Xiulan Zeeck: Wie wilde Gräser, Desina Verlag, 2014, ISBN 978-3-940307-27-9.[7][8][9]
- Anna Xiulan Zeeck: Der kleine Wolf und der Gelbe Fluss, Desina Verlag, 2012, ISBN 978-3-940307-22-4.
- Anna Xiulan Zeeck: Nicki und der kleine chinesische Drache, Desina Verlag, 2011, ISBN 978-3-940307-19-4.[10][11]
- Anna Xiulan Zeeck: Geheimnisvolle Zeichen, Desina Verlag, 2011, ISBN 978-3-940307-20-0.
- Anna Xiulan Zeeck: Kuku, König der Tierkreiszeichen, Desina Verlag, 2010, ISBN 978-3-940307-18-7.[12][13][14]

### Übersetzungen
Anna Xiulan Zeeck und Liya Fette: Grundsätze des Regierens in alten Schriften, Desina Verlag, Oldenburg 2018, ISBN 978-3-940307-32-3.